# Магелланові телескопи
Магелланові телескопи (англ. Magellan Telescopes) — два оптичні телескопи діаметром 6,5 м кожний, розташовані в обсерваторії Лас Кампанас у Чилі. Один з телескопів носить власне ім'я на честь астронома Вальтера Бааде, а другий — на честь філантропа Лендона Клея. Перше світло телескопи отримали 15 вересня 2000 року для (телескоп Бааде) і 7 вересня 2002 року (телескоп Клея). Телескопи створив і експлуатує міжнародний консорціум, що складається з Інституту Карнегі, Університету Аризони, Гарвардського університету, Університету Мічигану та Массачусетського технологічного інституту. Телескопи були названі на честь португальського дослідника XVI століття Фернана Магеллана.
Гігантський магелланів телескоп — надзвичайно великий телескоп, який будується в межах Програми надзвичайно великих телескопів США.

## Прилади на Магелланових телескопах
Телескоп Бааде:
- Inamori Magellan Areal Camera and Spectrograph (IMACS)
- FourStar
- Folded port InfraRed Echellette (FIRE)
- Magellan Echellete (MagE)

Телескоп Клея:
- Спектрограф Magellan Inamori Kyocera Echelle (MIKE)
- Low-Dispersion Survey Spectrograph-3 (LDSS-3)
- Megacam imager
- MagAO
- Michigan/Magellan Fiber System (M2FS)

## Магелланова програма пошуку планет
Ця програма є оглядом зір у пошуках планет за допомогою спектрографа MIKE, встановленого на телескопі Клея.

## Система адаптивної оптики MagAO

Порівняння розмірів дзеркал найбільших сучасних телескопів.

У 2013 році телескоп Клея був оснащений адаптивним вторинним дзеркалом під назвою MagAO, яке дозволило йому робити надзвичайно чіткі зображення, здатні розрізняти об'єкти розміром 0,02 кутової секунди, що еквівалентно 10-копієчній монеті (1,6 см) в Києві, спостережуваній з Черкас (відстань 160 км).
MagAO спочатку призначався для Великого бінокулярного телескопа, але вторинне дзеркало було пошкоджено ще до того, як його встановили. Керівник проєкту Лейрд Клоуз та його команда змогли відремонтувати та перепрофілювати розбите дзеркало для використання на телескопі Клея. Спочатку дзеркало, створене для Великого бінокулярного телескопа, мало діаметр 0,91 м. Однак край дзеркала зламався. Техніки зі Стюардівської обсерваторії змогли зменшити дзеркало до діаметра 0,85 м, видаливши при цьому зламаний край.

## Галерея

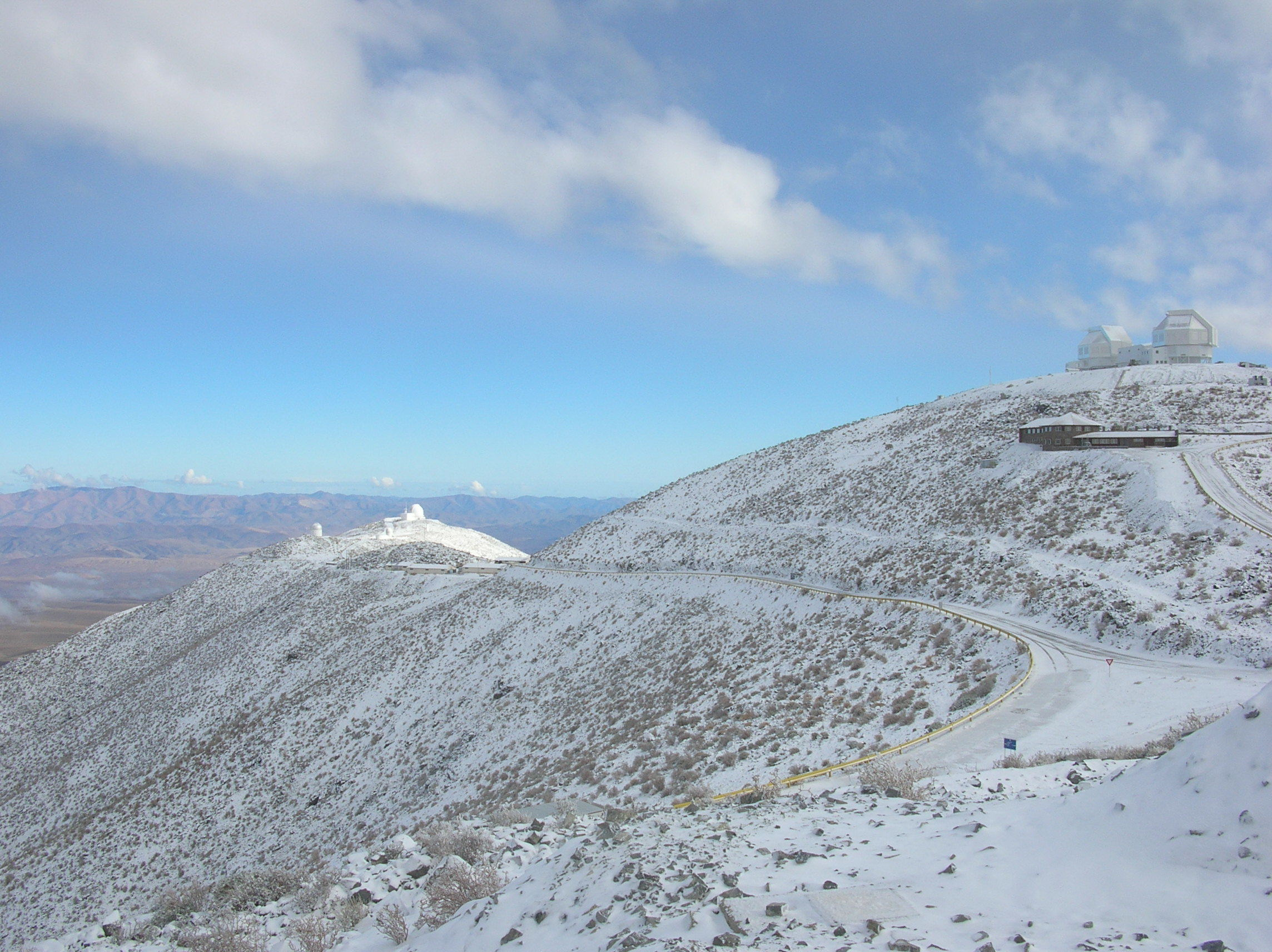
Обсерваторії Лас-Кампанас після снігопаду. Магелланові телескопи праворуч.
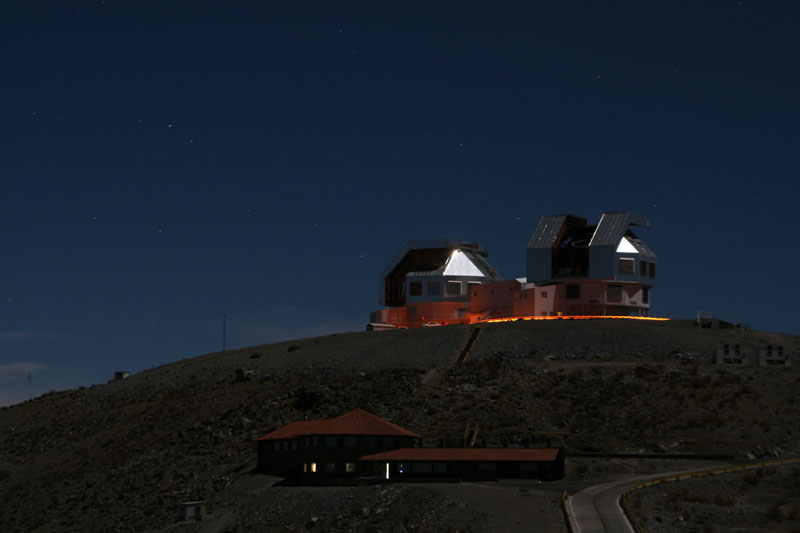
Телескопи вночі